# Skönerosjön
Skönerosjön var en sjö i Valdemarsviks kommun i Småland och ingår i Vindåns huvudavrinningsområde. Sjön har en area på 0,0678 kvadratkilometer och ligger 30,7 meter över havet. Sjön saknar numer nästan vattenspegel.

## Delavrinningsområde
Skönerosjön ingår i det delavrinningsområde (644831-154021) som SMHI kallar för Mynnar i Vindommen. Medelhöjden är 63 meter över havet och ytan är 26,4 kvadratkilometer. Det finns inga avrinningsområden uppströms utan avrinningsområdet är högsta punkten. Vattendraget som avvattnar avrinningsområdet har biflödesordning 2, vilket innebär att vattnet flödar genom totalt 2 vattendrag innan det når havet efter 24 kilometer. Avrinningsområdet består mestadels av skog (68 %) och jordbruk (15 %). Avrinningsområdet har 1,97 kvadratkilometer vattenytor vilket ger det en sjöprocent på 7,4 %.